# 大陸航空軍団
大陸航空軍団（たいりくこうくうぐんだん Continental Air Command,CONAC）はかつてアメリカ空軍に存在した組織。主要軍団レベルの組織として、一時はアメリカ合衆国本土の防空を担った。
1948年12月1日に戦術航空軍団と防空軍団を統合し、主要軍団組織として設立された。爆撃機を保有していた戦略航空軍団とは別に、戦闘機・迎撃機を大陸航空軍団に集中させ、合衆国本土の防空および戦術制空任務に付くものとされた。このほか、空軍予備役部隊も管理下に置いた。
しかし、本土防空および戦術制空の双方を担当することは合理的ではなく、1950年に朝鮮戦争が勃発し、朝鮮半島への大規模な部隊派遣の必要が生じると、戦術航空軍団と防空軍団が再設立されることとなり、CONACは本土防空および戦術制空任務からは外された。その後は空軍予備役の輸送機部隊を管理するものとして1968年まで存続している。
1968年に空軍外局である空軍予備役(Air Force Reserve,AFRES 後の空軍予備役軍団)に改編され、部隊は休止扱いとなった。書類上では1984年9月21日に廃止されている。